# Pawel Konstantinowitsch Alexejew
Pawel Konstantinowitsch Alexejew (russisch Павел Константинович Алексеев; * 1889 in Zarskoje Selo; † 15. April 1939 in Moskau) war ein russisch-sowjetischer Metallurg.

## Leben
Alexejew aus einer Adelsfamilie schloss den Besuch des Gymnasiums in Zarskoje Selo 1907 mit einer Silbermedaille ab. Darauf studierte er am St. Petersburger Polytechnischen Institut in der Metallurgie-Abteilung. Bereits im ersten Studienjahr interessierte er sich für das völlig neue Gebiet der Elektrometallurgie. Alle Praktika absolvierte er im Putilowwerk an einem der ersten russischen Elektroöfen. 1916 im Ersten Weltkrieg schloss er das Studium als Ingenieur-Metallurg ab.
Entsprechend der Initiative Nikolai Beljajews und 
Wladimir Grum-Grschimailos in der Metallurgie-Abteilung des Polytechnischen Instituts begann der Unternehmer Nikolai Wtorow 1916 mit dem Bau eines Elektrometallurgie-Werks in Satischje. Den Bau leitete Beljajew, der seinen Schüler Alexejew als Meister der Stahlschmelze einstellte. Die erste Schmelze erfolgte im November 1917. Das Werk bekam den Namen Elektrostal wie dann auch der sich zu einer Stadt entwickelnde Ort.
Alexejew wurde 1922 Chef der Stahlschmelze, 1927 Vizechefingenieur und 1933 Technischer Direktor des Werks Elektrostal. Unter seiner technischen und wissenschaftlichen Leitung wurde 1923 der erste rostfreie Stahl abgegossen und 1926 mit der Produktion von Kugellagerstahl begonnen. Die erste Nickelbasislegierung wurde 1932 erschmolzen. Legierte Stähle wurden geschmiedet und gewalzt. Für seine Verbesserungen bezüglich Technologie, Ausrüstung und Personalausbildung wurde Alexejew 1935 mit dem Leninorden ausgezeichnet.
Während des Großen Terrors wurde Alexejew am 29. September 1938 wegen angeblicher konterrevolutionär-terroristischer Aktivitäten verhaftet, am 14. April 1939 vom Militärkollegium des Obersten Gerichts der UdSSR nach Artikel 58 des Strafgesetzbuches der RSFSR zum Tode verurteilt und am nächsten Tag in Moskau erschossen. Am 22. Februar 1956 wurde er vom Militärkollegium des Obersten Gerichts der UdSSR vollständig rehabilitiert.